# Dan Hedaya
Dan Hedaya (Daniel G. Hedaya, Brooklyn, de Nueva York, 24 de julio de 1940) es un actor estadounidense. En su carrera se ha caracterizado por actuar en papeles de villano y en comedias ligeras, tanto en comedias televisivas como en filmes de medio y alto presupuesto. 
Algunos de sus papeles más conocidos son como Tony Costello, jefe de la mafia italiana en Wise Guys, un esposo engañado por su esposa en Blood Simple, como exesposo de Carla Tortelli en la serie Cheers, como jefe de Joe Banks (Tom Hanks) en Joe contra el volcán y por interpretar al padre de Cher en la película Clueless. En el año 2000 fue nominado al premio Golden Satellite por su participación en el filme Dick, dirigido por Andrew Fleming en 1999, en el papel de Richard Nixon.

## Filmografía
- Night of the Juggler (1980) .... Sgt. Otis Barnes
- Hill Street Blues (1981) .... Detective Macafee
- True Confessions (1981) .... Howard Terke
- I'm Dancing as Fast as I Can (1982) .... Dr. Klein
- Cheers (1982–1992) (seis episodios) ...... Nick Tortelli
- Endangered Species (1982) .... Peck
- The Hunger (1983).... Teniente Allegrezza
- Tightrope (1984).... Detective Molinari
- The Dollmaker (1984, telefilme) Mr. Skyros
- Blood Simple (1984) .... Julian Marty
- Reckless (1984) .... Peter Daniels
- The Adventures of Buckaroo Banzai Across the 8th Dimension (1984) .... John Gómez
- Miami Vice (1984-1986) (dos episodios) - primera temporada, episodio 6: "One Eyed Jack" y segunda temporada
- Commando (1985) .... Arius
- The Twilight Zone Primera temporada, episodio 8: "Act Break/The Burning Man/Dealer's Choice"
- A Smoky Mountain Christmas (1986) .... Harry
- Running Scared (1986) .... Capitán Logan
- Wise Guys (1986) .... Anthony Castelo
- The Tortellis (1987) (13 episodios) .... Nick Tortelli
- Who's the Boss? (1989) temporada 5, episodio 20: "Men Are People, Too" .... Ralph
- L.A. Law (1988-1990) (3 episodios) .... Michael Roitman
- Joe Versus the Volcano (1990) ... Frank Waturi, el jefe amargado
- Pacific Heights (1990) ... El banquero
- The Addams Family (1991) .... Tully Alford
- The Mighty Ducks (1992) .... Sunny Young
- Benny & Joon (1993) .... Thomas
- Boiling Point (1993) .... Brady
- Rookie of the Year (1993) .... Larry Fisher
- Searching for Bobby Fischer (1993) .... Director del torneo
- For Love or Money (1993) .... Gene Salvatore
- Mr. Wonderful (1993) .... Harvey
- Nixon (1995) .... Trini Cardoza
- Clueless (1995) .... Mel Horowitz
- The Usual Suspects (1995) .... Sgt. Geoffrey "Jeff" Rabin
- To Die For (1995) .... Joe Maretto
- The First Wives Club (1996) .... Morton Cushman
- Ransom (1996) .... Jackie Brown
- Daylight (1996).... Agente del EMS Frank Kraft
- Marvin's Room (1996) .... Bob
- Alien: Resurrection (1997) .... General Martin Pérez
- A Life Less Ordinary (1997) .... Gabriel
- In & Out (1997) .... Fiscal militar
- E.R. (1997-2005) (4 episodios) temporada 4[1] & temporada 11.[2] Abogado Herb Spivak
- A Civil Action (1998) .... John Riley
- A Night at the Roxbury (1998) .... Kamehl Butabi
- The Hurricane (1999) .... Detective Sgt. Della Pesca Paterson PD
- Dick (1999) .... Presidente Richard M. "Dick" Nixon
- Shaft (2000) .... Detective Jack Roselli
- The Crew (2000) .... Mike "The Brick" Donatelli
- Judging Amy (2000) Temporada 2, episodio 5: "Unnecessary Roughness" .... Detective Tarnower
- Yes, Dear (2000-2003) (6 episodios) .... Don Ludke
- Mulholland Drive (2001) .... Vincenzo Castigliane
- Swimfan (2002) .... Entrenador Simkins
- Quicksand (2002) .... General Stewart
- Robots (2005) .... Mr.Gunk (voz)
- Pizza My Heart (2005) .... Vinnie Montebello
- Strangers with Candy (2006) - Guy Blank
- The Good Student (2006) .... Gabriel
- Monk (2006) Temporada 5, episodio 9: "Mr. Monk Meets His Dad" .... Jack Monk
- Person of Interest - Detective Bernie Sullivan
- Golden Boy (2013) .... Francis Diaco
- Gotham (2014) (1 episodio) - "Spirit of the Goat" .... Detective Dix
- The Humbling (2014) .... Asa
- Blue Bloods (2015) (2 episodios) - temporada 5, episodio 15: "Power Players"[3] y temporada 6, episodio 4: "With Friends Like These"....[4] Vincent Rella